# Хаджи-Мухаммад (археология)
Хаджи-Мухаммад — небольшой тель на территории современного Ирака в 15 км к юго-западу от Варки (руины древнего Урука). Является типовым памятником для протоистории Ближнего Востока: он дал название одной из стадий убайдской культуры, длившейся примерно с 5000 по 4500 г. до н. э. В частности, речь идёт о развитии культуры Эриду (Убайд 2).
Ныне затопленный в результате наводнения Евфрата (поселение находилось на его левом берегу), тель был раскопан командой археолога А. Нёльдеке (который раскапывал также Урук), однако лишь Эрнст Хайнрих сумел обнаружить здесь поселение, относящееся к Убайдской культуре.
Христиана Циглер изучила 500 предметов характерной керамики из Хаджи-Мухаммада и описала своеобразные мотивы чёрного или коричневого цвета (чаще всего это «рыбьи кости» и ромбы). Глина имеет зеленоватый оттенок; орнамент из перекрещенных линий покрывает почти всю поверхность сосудов. Керамика изготовлялась целиком вручную: паста, использовавшаяся для мисок и кубков, хорошего качества, а грубая глина использовалась для крупных жбанов и амфор.
Керамика типа Хаджи-Мухаммад также обнаружена в Нижней Месопотамии (Рас аль-Амия, Укайр и Ур), далее на севере, на реке Дияла и близ Када-Мандали (Чога-Мами, где она встречается вплоть до пределов поздней Халафской культуры, а также в теллях Абада и Сангур B), и даже в Саудовской Аравии (Айн-Каннас).
Среди других обнаруженных в Хаджи-Мухаммаде материалов: каменные амфоры, мотыги, глиняные серпы, топоры, костяные иглы, а также глиняные женские фигурки с головой рептилии, обнажённые и прямостоящие, напоминающие аналогичные фигурки Убайда.